# 鴨宮駅

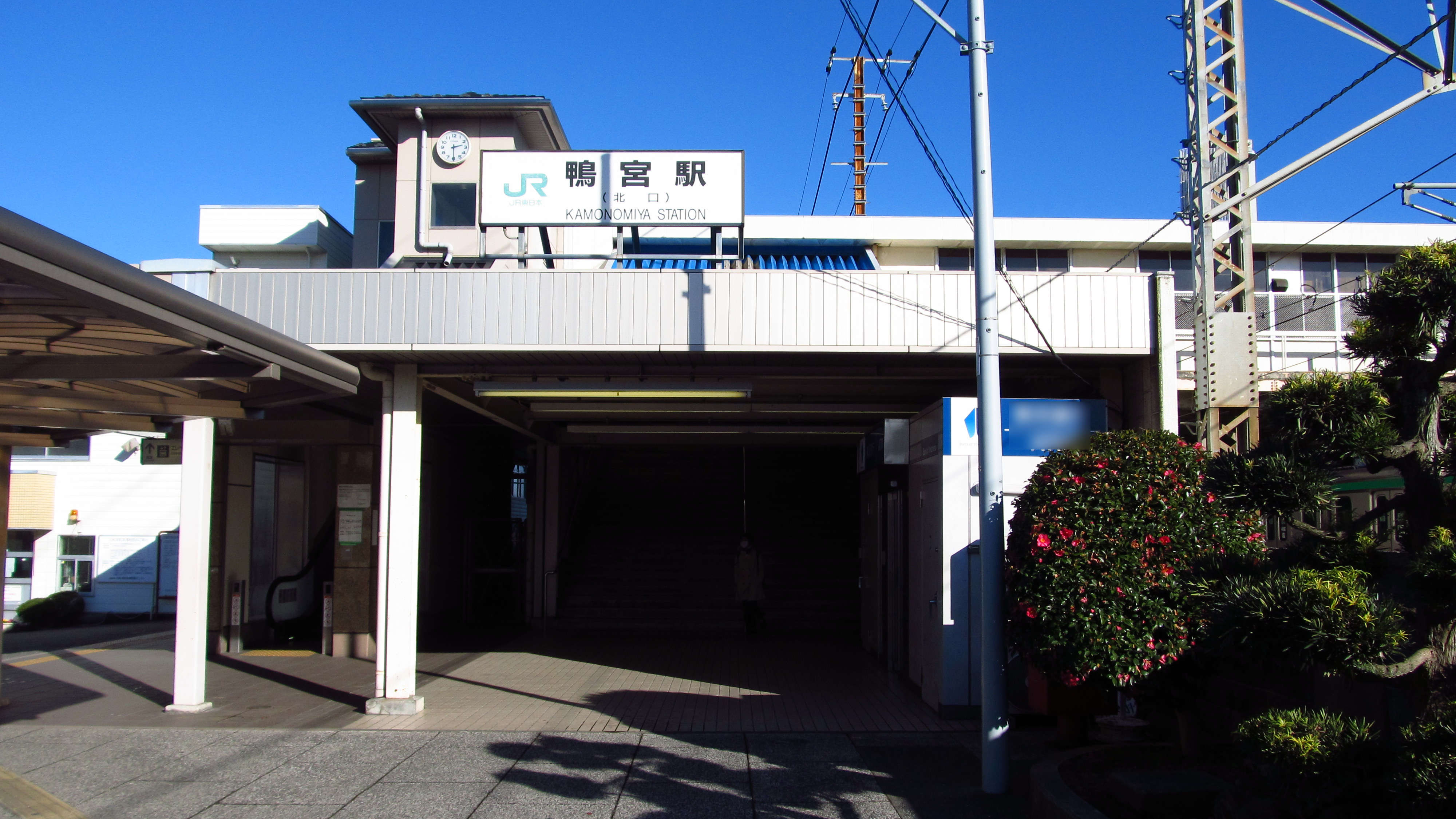
北口（2018年1月）

鴨宮駅（かものみやえき）は、神奈川県小田原市鴨宮にある、東日本旅客鉄道（JR東日本）・日本貨物鉄道（JR貨物）東海道本線の駅である。駅番号はJT 15。
旅客列車は、東京駅発着系統と、新宿駅経由で高崎線に直通する湘南新宿ライン、東京駅・上野駅経由で宇都宮線・高崎線に直通する上野東京ラインが停車する（運転形態の詳細については「東海道線 (JR東日本)」を参照）。

## 歴史
- 1920年（大正9年）10月21日：官設鉄道（後に日本国有鉄道）熱海線の信号場として、酒匂川信号所が開設される[2]。
- 1922年（大正11年）4月1日：酒匂川信号場に改称[2]。
- 1923年（大正12年）6月1日：駅に昇格、鴨宮駅が開業[2]。旅客と貨物の取扱を開始（一般駅）[2]。
- 1934年（昭和9年）12月1日：東海道本線所属に変更。
- 1970年（昭和45年）5月20日：貨物の取扱を西湘貨物駅の側線扱に変更[2]（平塚駅と同形態）。駅南側にゼネラル石油の専用線があり車扱貨物の発着があった。実際に廃止となったのは1994年頃。
- 1972年（昭和47年）3月15日：荷物取扱いを廃止[2]。
- 1976年（昭和51年）11月：橋上駅舎竣工[1]。
- 1979年（昭和54年）10月1日：大船 - 小田原間複々線化（東海道貨物線）完成。
- 1987年（昭和62年）
  - 3月31日：貨物取扱を再開[2]。
  - 4月1日：国鉄分割民営化により、東日本旅客鉄道・日本貨物鉄道の駅となる[2]。
- 1997年（平成9年）3月13日：自動改札機を設置し、供用開始[5]。
- 2001年（平成13年）11月18日：ICカード「Suica」供用開始。
- 2014年（平成26年）5月30日：みどりの窓口の営業を終了。

## 駅構造
島式ホーム1面2線を持つ地上駅で橋上駅舎を有する。駅舎のバリアフリー工事が完了し、南口、北口、ホームからの上りエスカレータとエレベーターがそれぞれ各1基ずつ設置された。
小田原駅管理の業務委託駅（JR東日本ステーションサービス委託）で、自動改札機、指定席券売機が設置されている。また、お客さまサポートコールシステムが導入されており、早朝と夜間の一部時間帯は、遠隔対応のため改札係員は不在となる。

### のりば
| 番線 | 路線           | 方向 | 行先                                   |
| ---- | -------------- | ---- | -------------------------------------- |
| 1    | 東海道線       | 上り | 横浜・品川・東京・上野・渋谷・新宿方面 |
| 1    | 上野東京ライン | 上り | 横浜・品川・東京・上野・渋谷・新宿方面 |
| 1    | 湘南新宿ライン | 上り | 横浜・品川・東京・上野・渋谷・新宿方面 |
| 2    | 東海道線       | 下り | 小田原・熱海・伊東・沼津方面           |

（出典：JR東日本:駅構内図）
- 東海道下り小田原駅止まりの列車で、折り返し上り待避線のホームに到着する列車かつ1本後の列車が熱海方面行きの場合、小田原駅以遠を利用する場合に対して当駅での乗り換えを推奨する放送を流すことがある。これは小田原駅でのホーム移動を伴うためである。

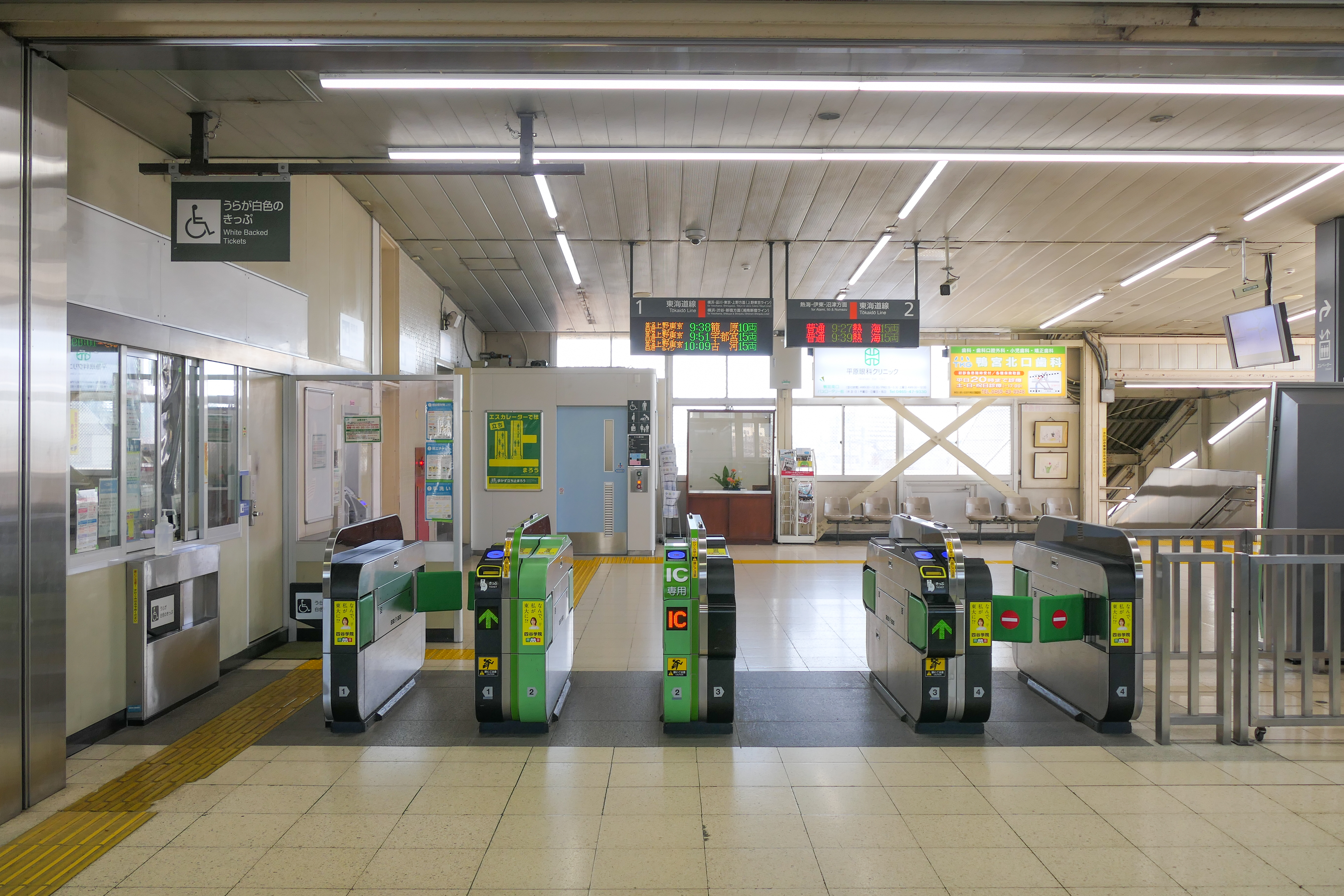
改札口（2023年4月）
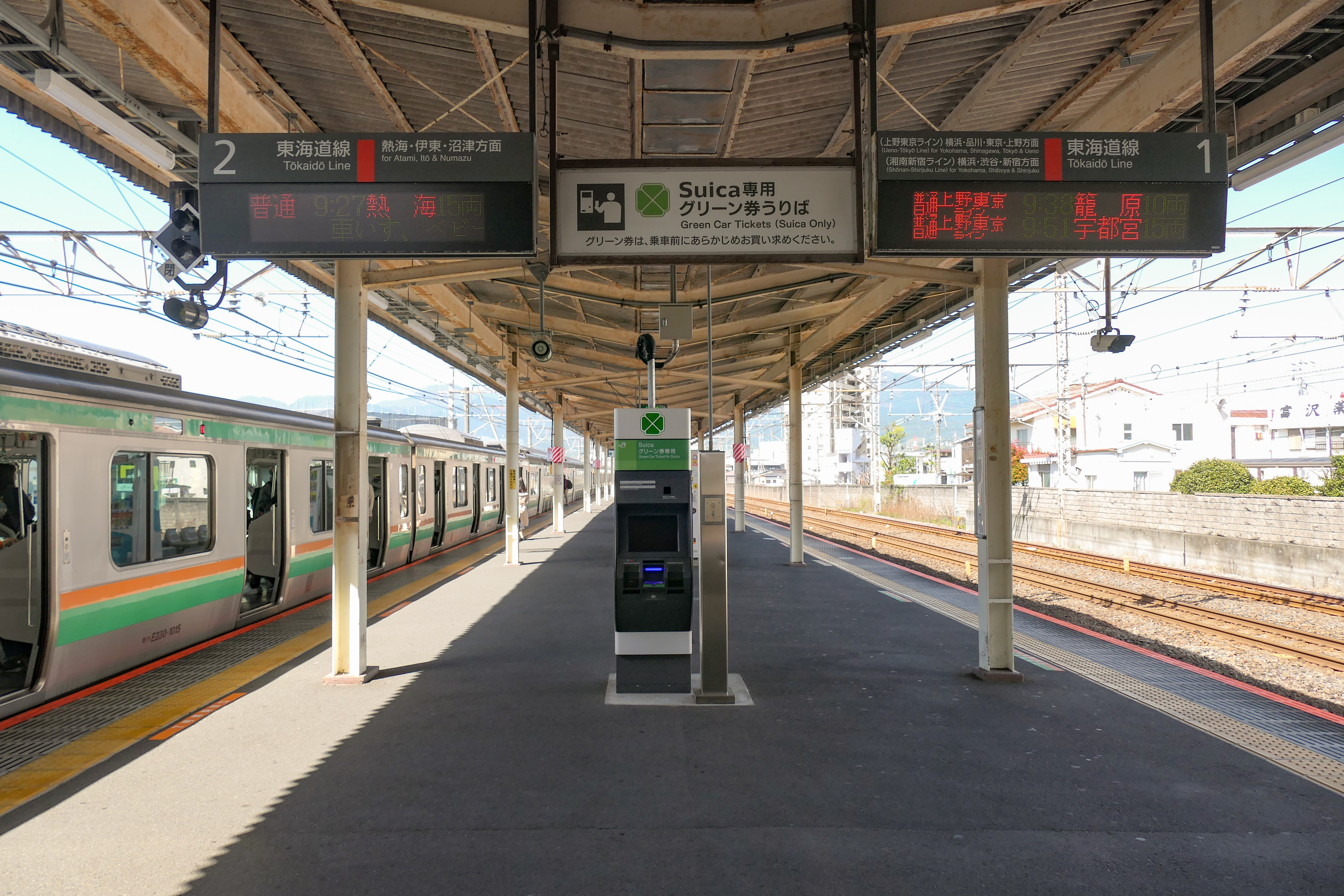
ホーム（2023年4月）

### 貨物取扱
2009年現在は臨時車扱貨物のみを取り扱っており、貨物列車の発着はない。これは一旦廃止された貨物取扱を、将来貨物施設が整備されることに備え、国鉄分割民営化直前に「開閉期間・取扱範囲は別に定める」として再開したものである。なお、西湘貨物駅が1970年に開業してから当駅の貨物列車の発着はないものの、そこから伸びる貨物側線が存在し、1994年頃まで当駅の先にあったゼネラル石油の油槽所で貨物の取り扱いがあった。

## 利用状況
2023年度（令和5年度）の1日平均乗車人員は10,924人である。小田原以東の東海道線内の駅では国府津駅、大磯駅に次いで3番目に少ない。毎年8月の酒匂川花火大会が開催される時は、当駅が最寄り駅になるため混雑する。
1995年度（平成7年度）以降の推移は下記の通り。
| 年度               | 1日平均 乗車人員 | 出典     |
| ------------------ | ---------------- | -------- |
| 1995年（平成07年） | 11,834           | [ * 1 ]  |
| 1998年（平成10年） | 11,425           | [ * 2 ]  |
| 1999年（平成11年） | 11,290           | [ * 3 ]  |
| 2000年（平成12年） | 11,705           | [ * 3 ]  |
| 2001年（平成13年） | 11,783           | [ * 4 ]  |
| 2002年（平成14年） | 11,792           | [ * 5 ]  |
| 2003年（平成15年） | 12,056           | [ * 6 ]  |
| 2004年（平成16年） | 12,019           | [ * 7 ]  |
| 2005年（平成17年） | 12,122           | [ * 8 ]  |
| 2006年（平成18年） | 12,372           | [ * 9 ]  |
| 2007年（平成19年） | 12,631           | [ * 10 ] |
| 2008年（平成20年） | 12,678           | [ * 11 ] |
| 2009年（平成21年） | 12,556           | [ * 12 ] |
| 2010年（平成22年） | 12,593           | [ * 13 ] |
| 2011年（平成23年） | 12,525           | [ * 14 ] |
| 2012年（平成24年） | 12,671           | [ * 15 ] |
| 2013年（平成25年） | 12,982           | [ * 16 ] |
| 2014年（平成26年） | 12,734           | [ * 17 ] |
| 2015年（平成27年） | 12,851           | [ * 18 ] |
| 2016年（平成28年） | 12,658           | [ * 19 ] |
| 2017年（平成29年） | 12,735           |          |
| 2018年（平成30年） | 12,588           |          |
| 2019年（令和元年） | 12,432           |          |
| 2020年（令和02年） | 9,179            |          |
| 2021年（令和03年） | 9,756            |          |
| 2022年（令和04年） | 10,531           |          |
| 2023年（令和05年） | 10,924           |          |

## 駅周辺

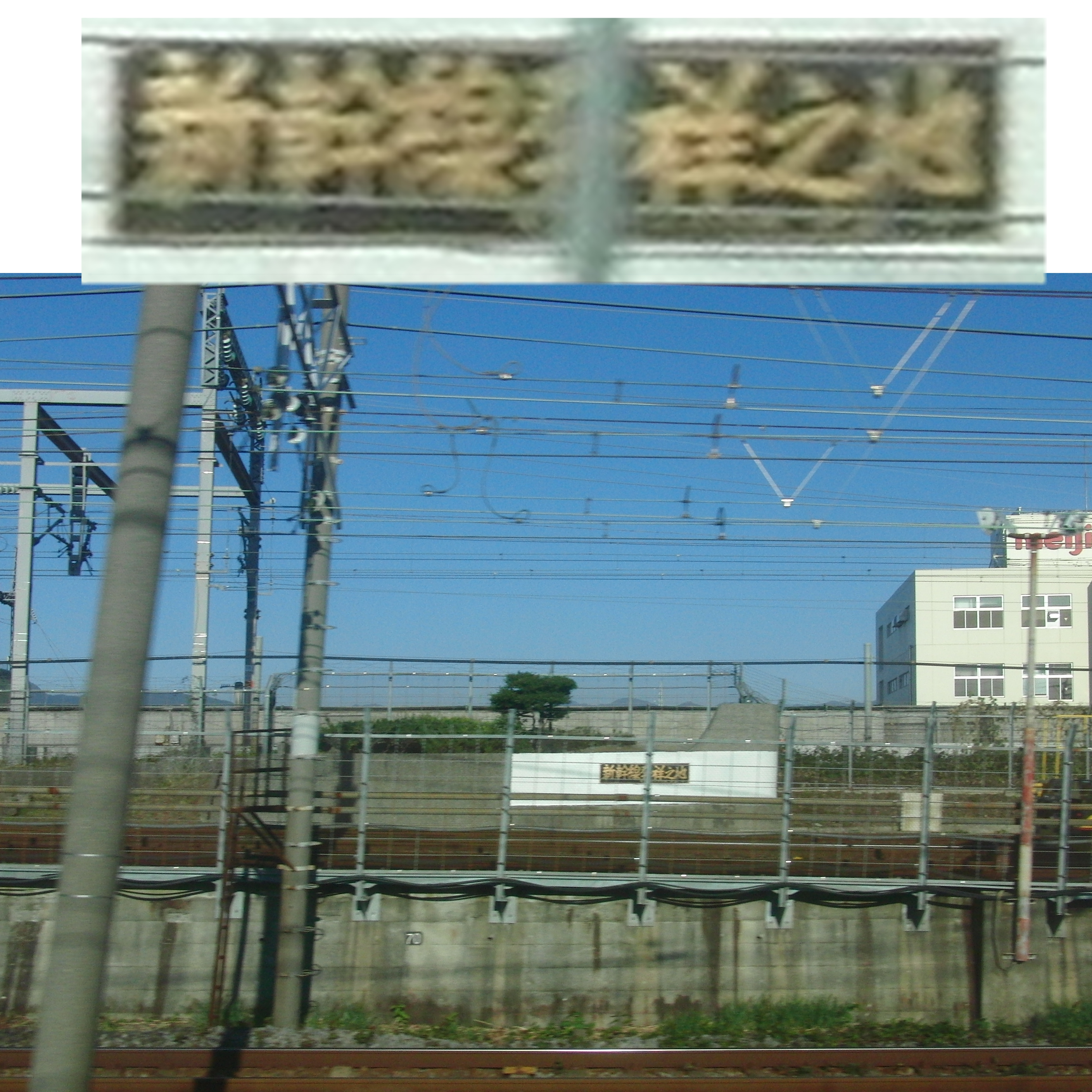
「新幹線発祥之地」の銘板

東海道新幹線モデル線の鴨宮基地があったことから、地元の有志により駅の南口側に「新幹線の発祥地・鴨宮」の記念碑が建てられている。また、当駅から小田原側700 m程の地点から新幹線側を見ると（北緯35度16分24.5秒 東経139度10分20.5秒 / 北緯35.273472度 東経139.172361度 付近）、日本国有鉄道（国鉄）による「新幹線発祥之地」の銘板が見える。モデル線#記念碑も参照。
かつては、地場産業として竹製ものさし製造が盛んであった。計測機器会社が立地しているのはその名残りである。また、海岸には日本専売公社（現：日本たばこ産業）の製塩所があった。
橋上駅舎完成後に南口が開設され、路線バスの発着も北口から南口に移された。また、公共施設が南側にも多く立地するようになった。最近では、鴨宮北口商店街もモデル線に因み「新幹線発祥の地」をアピールしている。

### 北口
- 鴨宮北口商店街

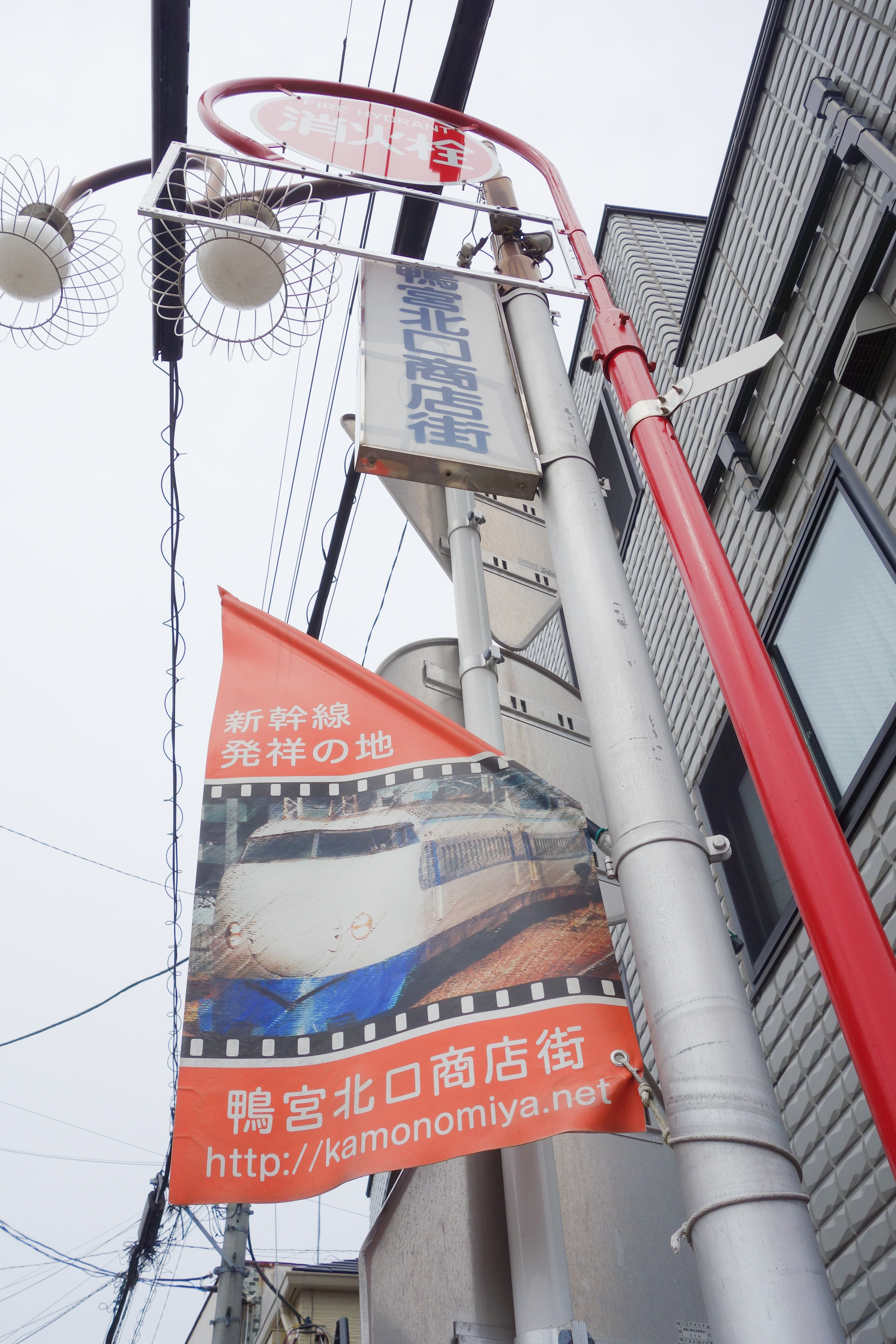
鴨宮北口商店街

- ヤマダデンキ家電住まいる館YAMADA鴨宮店
- ヤオマサ鴨宮店
- JAかながわ西湘本店
- Dynacity
  - イトーヨーカドー小田原店
  - ヤオコー 小田原ダイナシティ店
  - 西武百貨店小田原店
  - TOHOシネマズ
- ハードオフ・ホビーオフ小田原鴨宮店
- 小田原鴨宮郵便局
- 横浜銀行鴨宮支店
- 小田原市消防本部
- 小田原市川東タウンセンター・マロニエ
- 小田原市立鴨宮中学校
- 小田原市立下府中小学校
- 小田原市立矢作小学校
- 日立グローバルストレージテクノロジーズ小田原事業所
- 明治製菓小田原工場
- ライオン小田原工場
- 第一三共小田原工場
- 賀茂神社

### 南口

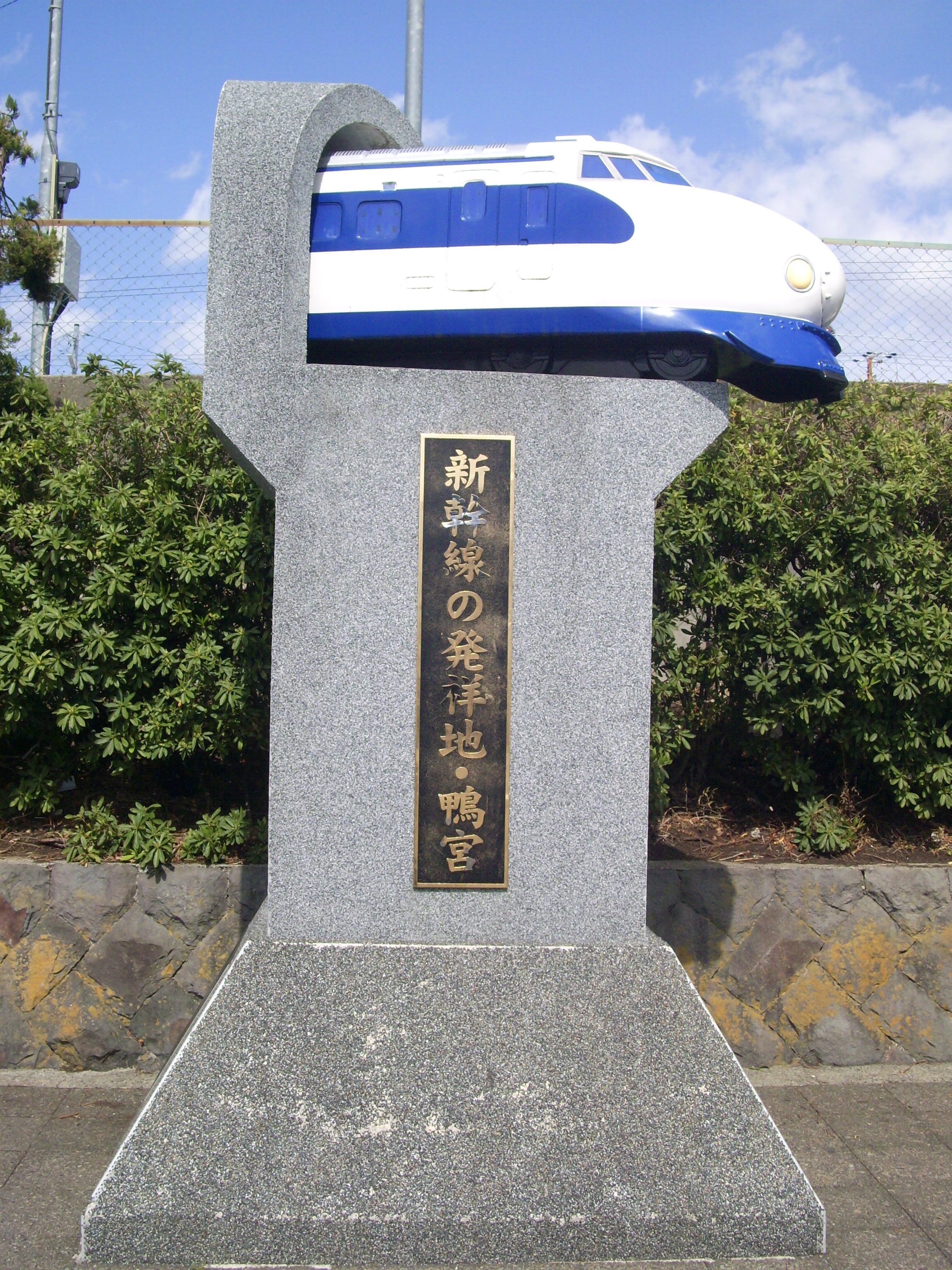
南口「新幹線発祥の地・鴨宮」記念碑

- 「新幹線の発祥地・鴨宮」の碑
- 鴨宮商店街
- 鴨宮ステーションホテル
- ヨークマート鴨宮店
- 鴨宮駅前郵便局
- 酒匂郵便局
- 湘南鴨宮自動車学校
- 神奈川衛生学園専門学校
- 小田原市立かもめ図書館
- 小田原市立富士見小学校
- 小田原市保健センター
- 神奈川県立西湘高等学校
- 神奈川県西湘地区体育センター
- 国立印刷局小田原工場
- ケイミュー小田原工場
- 公益財団法人塩事業センター海水総合研究所
- ピーエス三菱技術研究所
- 酒匂川

## バス路線
「鴨宮駅（南口）」停留所にて、箱根登山バスが運行する路線バスが発着する。
1番乗り場
- 国府津駅
- ダイナシティ

2番乗り場
- 小田原駅
- 城東車庫前
- コロナワールド
- ダイナシティ

## 隣の駅
東日本旅客鉄道（JR東日本）
 東海道線
■特別快速（湘南新宿ライン経由）
通過
■普通（東京方面発着）・■快速（湘南新宿ライン経由、下り列車は戸塚駅から「普通」扱い）
国府津駅 (JT 14) - 鴨宮駅 (JT 15) - 小田原駅 (JT 16)

### 記事本文
1. 1 2  『鉄道建築ニュース』1977年3月号（通巻327）、鉄道建築協会、1977年3月1日、33頁。
2. 1 2 3 4 5 6 7 8 9  石野哲 編『停車場変遷大事典 国鉄・JR編』 II（初版）、JTB、1998年10月1日、16頁。ISBN 978-4-533-02980-6。
3. 1 2  事業エリアマップ - JR東日本ステーションサービス.2021年9月14日閲覧
4. 1 2  “駅の情報（鴨宮駅）：JR東日本”.   東日本旅客鉄道. 2023年10月18日時点のオリジナルよりアーカイブ。2023年10月18日閲覧。
5. ↑  「JR年表」『JR気動車客車編成表 '97年版』ジェー・アール・アール、1997年7月1日、184頁。ISBN 4-88283-118-X。
6. ↑  「東日本ユニオンNo.124号」『』(PDF)、JR 東日本労働組合横浜地方本部、2015年12月6日。2016年3月13日閲覧。
7. ↑  統計 - 小田原市
8. ↑  神奈川県県勢要覧

### 利用状況
JR東日本の2000年度以降の乗車人員
1. ↑  各駅の乗車人員（2000年度） - JR東日本
2. ↑  各駅の乗車人員（2001年度） - JR東日本
3. ↑  各駅の乗車人員（2002年度） - JR東日本
4. ↑  各駅の乗車人員（2003年度） - JR東日本
5. ↑  各駅の乗車人員（2004年度） - JR東日本
6. ↑  各駅の乗車人員（2005年度） - JR東日本
7. ↑  各駅の乗車人員（2006年度） - JR東日本
8. ↑  各駅の乗車人員（2007年度） - JR東日本
9. ↑  各駅の乗車人員（2008年度） - JR東日本
10. ↑  各駅の乗車人員（2009年度） - JR東日本
11. ↑  各駅の乗車人員（2010年度） - JR東日本
12. ↑  各駅の乗車人員（2011年度） - JR東日本
13. ↑  各駅の乗車人員（2012年度） - JR東日本
14. ↑  各駅の乗車人員（2013年度） - JR東日本
15. ↑  各駅の乗車人員（2014年度） - JR東日本
16. ↑  各駅の乗車人員（2015年度） - JR東日本
17. ↑  各駅の乗車人員（2016年度） - JR東日本
18. ↑  各駅の乗車人員（2017年度） - JR東日本
19. ↑  各駅の乗車人員（2018年度） - JR東日本
20. ↑  各駅の乗車人員（2019年度） - JR東日本
21. ↑  各駅の乗車人員（2020年度） - JR東日本
22. ↑  各駅の乗車人員（2021年度） - JR東日本
23. ↑  各駅の乗車人員（2022年度） - JR東日本
24. ↑  各駅の乗車人員（2023年度） - JR東日本

神奈川県県勢要覧
1. ↑  線区別駅別乗車人員（1日平均）の推移 (PDF)  - 17ページ
2. ↑  神奈川県県勢要覧（平成12年度）- 220ページ
3. 1 2  神奈川県県勢要覧（平成13年度） (PDF)  - 222ページ
4. ↑  神奈川県県勢要覧（平成14年度） (PDF)  - 220ページ
5. ↑  神奈川県県勢要覧（平成15年度） (PDF)  - 220ページ
6. ↑  神奈川県県勢要覧（平成16年度） (PDF)  - 220ページ
7. ↑  神奈川県県勢要覧（平成17年度） (PDF)  - 222ページ
8. ↑  神奈川県県勢要覧（平成18年度） (PDF)  - 222ページ
9. ↑  神奈川県県勢要覧（平成19年度） (PDF)  - 224ページ
10. ↑  神奈川県県勢要覧（平成20年度） (PDF)  - 228ページ
11. ↑  神奈川県県勢要覧（平成21年度） (PDF)  - 238ページ
12. ↑  神奈川県県勢要覧（平成22年度） (PDF)  - 236ページ
13. ↑  神奈川県県勢要覧（平成23年度） (PDF)  - 236ページ
14. ↑  神奈川県県勢要覧（平成24年度） (PDF)  - 232ページ
15. ↑  神奈川県県勢要覧（平成25年度） (PDF)  - 234ページ
16. ↑  神奈川県県勢要覧（平成26年度） (PDF)  - 236ページ
17. ↑  神奈川県県勢要覧（平成27年度） (PDF)  - 236ページ
18. ↑  神奈川県県勢要覧（平成28年度） (PDF)  - 244ページ
19. ↑  神奈川県県勢要覧（平成29年度） (PDF)  - 236ページ